# Julián Cuevas González
Julián Cuevas González (Miengo, Cantàbria, 17 de maig de 1948 - Ruesga, 1 de novembre de 2000) va ser un ciclista espanyol, professional entre 1969 i 1975, el major èxit esportiu del qual fou una victòria d'etapa en la Volta a Espanya de 1970.

## Palmarés
- 1967
  - Vencedor d'una etapa a la Volta a Navarra

- 1968
  - Vencedor d'una etapa a la Volta a Navarra

- 1970
  - Vencedor d'una etapa a la Volta a Espanya
- 1972
  - Vencedor de 3 etapes a la Volta a La Rioja
  - Vencedor d'una etapa a la Volta al País Basc
- 1973
  - Vencedor d'una etapa a la Volta al País Basc

### Resultats a la Volta a Espanya
- 1969. 33è de la classificació general
- 1970. 36è de la classificació general. Vencedor d'una etapa
- 1971. 41è de la classificació general
- 1972. Abandona